# Eparquía de Irinjalakuda
La eparquía de Irinjalakuda (en latín: Eparchia Irinialakudensis y en inglés: Syro-Malabar Catholic Eparchy of Irinjalakuda) es una circunscripción eclesiástica de la Iglesia católica en India. Se trata de una eparquía siro-malabar, sufragánea de la archieparquía de Trichur. Desde el 15 de enero de 2010 su eparca es Pauly Kannookadan.

## Territorio y organización
La eparquía tiene 1180 km² y extiende su jurisdicción sobre los fieles católicos siro-malabares residentes en el estado de Kerala en la parte meridional del distrito de Thrissur, delimitada por los ríos Chalakudy, Karuvannur y Kurumali.
La sede de la eparquía se encuentra en la ciudad de Irinjalakuda, en donde se halla la Catedral de Santo Tomás.
En 2021 en la eparquía existían 137 parroquias.

## Historia
La eparquía de Irinjalakuda fue erigida el 22 de junio de 1978 con la bula Trichuriensis eparchiae del papa Pablo VI, separando territorio de la eparquía de Trichur (hoy archieparquía).

Ab eparchia Trichuriensi districtum separamus Cranganorensem, magnam partem districtus « Makundapuram » et parvas portiones districtuum « Parur » et « Alwaye », ad septentrionem fluminis « Chalakudy », iisque novam eparchiam condimus, Irinialakudensem appellandam iisdemque circumscribendam finibus ac territoria, quae diximus, terminantur. Sic condita eparchia suffraganea erit metropolitanae Sedi Ernakulamensi, sedem in urbe « Irinjalakuda » habebit atque episcopalis magisterii cathedram in templo Sancti Thomae, eadem in urbe exstante;

Originalmente sufragánea de la archieparquía de Ernakulam (hoy archieparquía de Ernakulam-Angamaly), el 18 de mayo de 1995 entró a formar parte de la provincia eclesiástica de la archieparquía de Trichur.

## Estadísticas
Según el Anuario Pontificio 2022 la eparquía tenía a fines de 2021 un total de 289 000 fieles bautizados.
| Año                                                                             | Población            | Población | Población      | Sacerdotes | Sacerdotes    | Sacerdotes    | Bautizados por sacerdote | Diáconos permanentes | Religiosos | Religiosos | Parroquias |
| Año                                                                             | Bautizados católicos | Total     | % de católicos | Total      | Clero secular | Clero regular | Bautizados por sacerdote | Diáconos permanentes | Varones    | Mujeres    | Parroquias |
| ------------------------------------------------------------------------------- | -------------------- | --------- | -------------- | ---------- | ------------- | ------------- | ------------------------ | -------------------- | ---------- | ---------- | ---------- |
| 1980                                                                            | 195 639              | ?         | ?              | 145        | 100           | 45            | 1349                     |                      | 63         | 1046       | 107        |
| 1990                                                                            | 214 967              | 998 294   | 21.5           | 178        | 121           | 57            | 1207                     |                      | 86         | 1338       | 103        |
| 1999                                                                            | 241 607              | 1 125 000 | 21.5           | 193        | 146           | 47            | 1251                     |                      | 59         | 1621       | 121        |
| 2000                                                                            | 252 863              | 1 125 500 | 22.5           | 195        | 148           | 47            | 1296                     |                      | 59         | 1621       | 122        |
| 2001                                                                            | 260 607              | 1 225 000 | 21.3           | 197        | 150           | 47            | 1322                     |                      | 59         | 2210       | 126        |
| 2002                                                                            | 275 000              | 1 236 200 | 22.2           | 197        | 150           | 47            | 1395                     |                      | 61         | 2300       | 127        |
| 2003                                                                            | 285 000              | 1 263 200 | 22.6           | 202        | 153           | 49            | 1410                     |                      | 68         | 2255       | 126        |
| 2004                                                                            | 256 683              | 1 282 000 | 20.0           | 206        | 157           | 49            | 1246                     |                      | 73         | 2275       | 126        |
| 2006                                                                            | 258 101              | 1 287 880 | 20.0           | 217        | 168           | 49            | 1189                     |                      | 80         | 2340       | 128        |
| 2009                                                                            | 262 982              | 1 339 000 | 19.6           | 234        | 185           | 49            | 1123                     |                      | 106        | 2379       | 129        |
| 2013                                                                            | ?                    | 1 275 343 | ?              | 262        | 198           | 64            | ?                        |                      | 124        | 2398       | ?          |
| 2016                                                                            | 269 867              | 1 326 000 | 20.4           | 301        | 209           | 92            | 896                      |                      | 168        | 1917       | 134        |
| 2019                                                                            | 266 145              | 1 326 000 | 19.5           | 328        | 212           | 116           | 811                      |                      | 189        | 1908       | 135        |
| 2021                                                                            | 289 000              | 1 396 000 | 20.7           | 352        | 220           | 132           | 821                      |                      | 205        | 1990       | 137        |
| Fuente: Catholic-Hierarchy, que a su vez toma los datos del Anuario Pontificio. |                      |           |                |            |               |               |                          |                      |            |            |            |

## Episcopologio
- James Pazhayattil † (22 de junio de 1978-15 de enero de 2010 retirado)
- Pauly Kannookadan, desde el 15 de enero de 2010